# محمد بن عبدالرحمان بونی
محمد بن عبدالرحمان بونی (؟ - ۱۶۰۶م) شاعر و ادیب حجازی الجزایری‌تبار بود. خاستگاهش از بونه بود؛ پدربزرگش محمد به حجاز کوچید و ساکن مکه شد. محمد بن عبدالرحمان از بزرگان مکه و درآمدگان به آن فراگرفت و شهرتش بسیار شد. «اشعار عرب را حفظ نمود، با هم‌روزگارانش در علوم ادبی رقابت داشت، شهرتش بالا گرفت، ادیبان و شاعران با او نامه‌نگاری داشتند.»